# Laurent Voiron
Pour les articles homonymes, voir Voiron (homonymie).
Laurent Voiron, né le 18 juin 1975 à Chambéry, est un skipper français.
Il est vice-champion du championnat du monde de Tornado en 2002 et champion d'Europe la même année, et reçoit le prix de marin de l'année. 
Il termine quatrième de la course de Tornado des Jeux olympiques d'été de 2004.